# Dawn Josephs
Dawn Josephs, född 26 februari 1932, död 10 oktober 2023, var en friidrottare från Kanada. Hon deltog vid olympiska sommarspelen 1952.